# 花蓮兆田足球隊
花蓮兆田足球隊（かれんちょうでん-そっきゅうたい）は、中華民国の花蓮市を本拠地とするサッカークラブである。台湾・インターシティフットボールリーグ（城市足球聯賽、国内リーグ1部に相当）に所属していた。

## 歴史
- 2003年 社会人のサッカークラブとして設立された。
- 2011年 予選を勝ち抜いて台湾・インターシティフットボールリーグに初参加となった。

## スポンサー
花蓮市に拠点を構える兆田集團（兆田グループ）がスポンサーとなっている。兆田グループは花蓮兆田の他にソフトボールのチームも保有している。

## 獲得タイトル

### 国内タイトル
無し

## 過去の成績
- 2011年 - インターシティフットボールリーグ 7位